# Masters de Roma 1985
El Abierto de Italia 1985 fue la edición del 1985 del torneo de tenis Masters de Roma. El torneo masculino fue un evento del circuito ATP 1985 y se celebró desde el 13 de mayo hasta el 19 de mayo.  El torneo femenino fue un evento del circuito WTA 1985 y se celebró desde el 4 de mayo hasta el 10 de mayo.

## Campeones

### Individuales Masculino
Yannick Noah vence a  Miloslav Mečíř, 6–4, 3–6, 6–2, 7–6

### Individuales Femenino
Raffaella Reggi vence a  Vicki Nelson-Dunbar, 6–3, 6–4

### Dobles Masculino
Anders Järryd /  Mats Wilander vencen a  Ken Flach /  Robert Seguso, 4–6, 6–3, 6–2

### Dobles Femenino
Sandra Cecchini /  Raffaella Reggi vencen a  Patrizia Murgo /  Barbara Romanò, 1–6, 6–4, 6–3